# Susan Helms

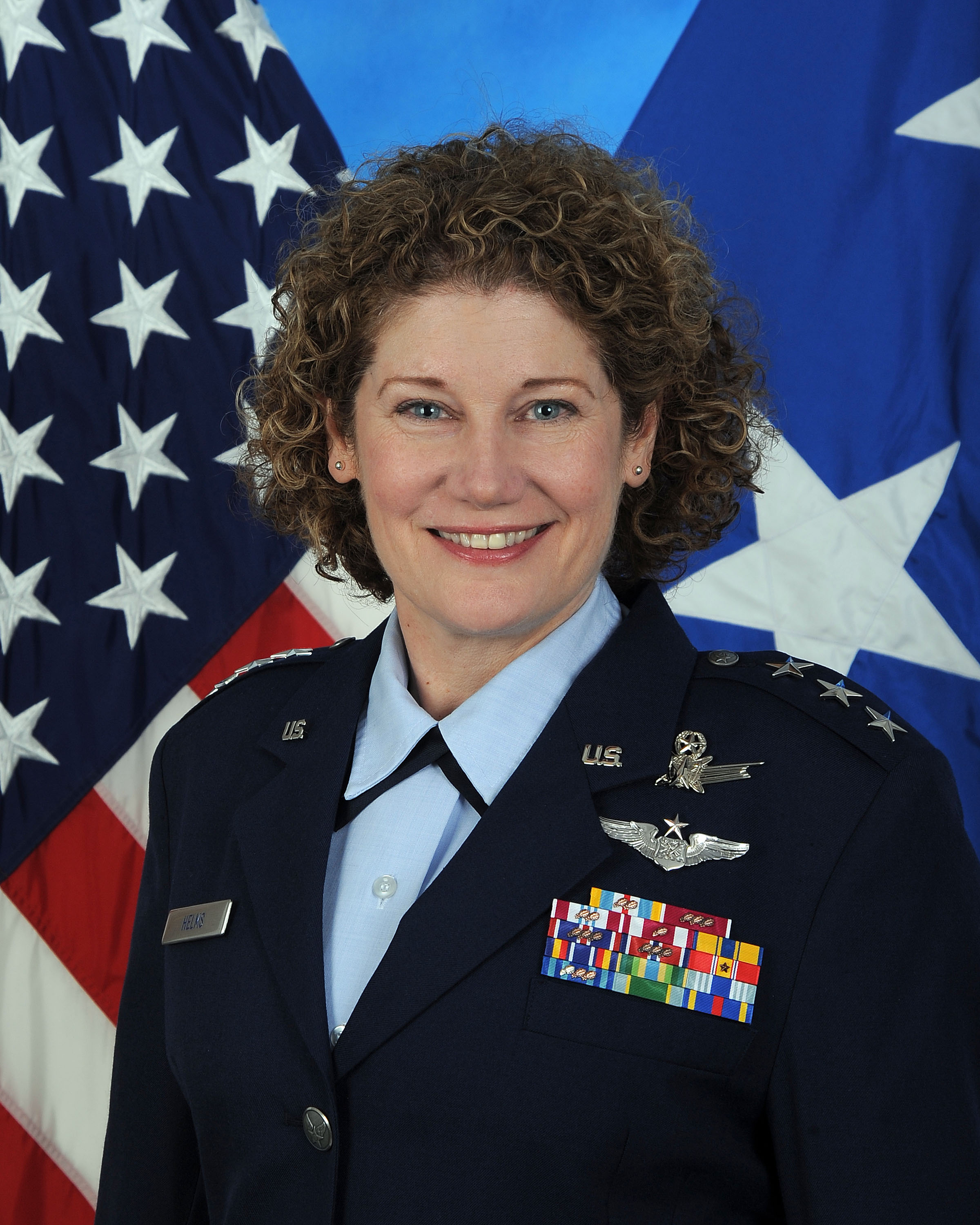
Susan Helms

Susan Jane Helms dr. (Charlotte, Észak-Karolina, 1958. február 26. –) amerikai pilóta, űrhajós, altábornagy.

## Életpálya
1980-ban a Haditengerészeti Akadémián (USAF Academy) repülőmérnöki oklevelet szerzett. 1980-tól az Air Force Fegyverzeti Laboratórium F–16 fegyverzeti mérnöke. 1982-től vezető mérnök.  1985-ben  a Stanford Egyetemen repülés/űrhajózás diplomát kapott. 1985-től a Haditengerészeti Akadémia adjunktusa. 1987-ben tesztpilóta kiképzésben részesült, egy évig repülési tesztmérnökként szolgált. Kanadába került, ahol az CF–18 tesztmérnökeként dolgozott. Közreműködött a repülőgép szimulációs egységének elkészítésében. Tesztpilótaként több mint 30 különböző amerikai és kanadai repülőgépen repült, illetve tesztelt.
1990. január 17-től a Lyndon B. Johnson Űrközpontban részesült űrhajóskiképzésben. Öt űrszolgálata alatt összesen 210 napot, 23 órát és 6 percet (5063 óra) töltött a világűrben. Egy űrséta alatt 8 óra 56 percet (az első, leghosszabb idejű űrtartózkodás. Az STS–49 küldetés idejét múlta felül.) Űrhajós pályafutását 2002. július 28-án fejezte be. 2002-től a HQ USAF Space Command (Colorado Springs) lett a szolgálati helye. 2004-2005 között Patrick Air Force Base helyettes parancsnoka. A Joint Functional Component Command for Space Vandenberg Air Force Base (Kalifornia) parancsnoka. 2008-tól az US Strategic Command (Nebraska) tervezési, politikai igazgatója.

## Űrrepülések
- STS–54, az Endeavour űrrepülőgép 3. repülésének küldetésfelelőse. Pályairányba állították a TDRS–6 kommunikációs műholdat. A diffúz röntgen-spektrométer (DXS) 80 000 másodperc röntgen adatot szolgáltatott, elősegítve a Tejútrendszer tanulmányozását. Szerelési gyakorlatokat végeztek a Nemzetközi Űrállomás (ISS) építőelemeivel. Első űrszolgálata alatt összesen 5 napot, 23 órát és 38 percet (143 óra) töltött a világűrben. 4 000 000 kilométert (2 500 000 mérföldet) repült, 96 alkalommal kerülte meg a Földet.
- STS–64, a Discovery űrrepülőgép 19. repülésének küldetésfelelőse. Az űrhajósoknak olyan üzemeltetési tesztfeladatokat kellett végezniük, mintha közeledést, dokkolást (összeütközés) hajtottak volna végre. Telepítették, majd visszanyerték a SPARTAN–201 platformot (önálló laboratórium). Második űrszolgálata alatt összesen 10 napot, 22 órát és 49 percet (263 óra) töltött a világűrben. 7 242 048 kilométert (4 500 000 mérföldet) repült, 176 alkalommal kerülte meg a Földet.
- STS–78 a Columbia űrrepülőgép 20. repülésének küldetésfelelőse. A  mikrogravitációs laboratóriumban 46 kísérletet (10 nemzet és öt űrügynökség programja) vezényeltek le az élet (orvostudomány) és az anyagtudomány kérdéskörében. Az élet kísérletek között a növények, az állatok és emberek mellett az űrrepülés körülményei is szerepeltek. Az anyagok kísérletei között vizsgálták a fehérje kristályosítást, a folyadék dinamikáját és magas hőmérsékleten a többfázisú anyagok megszilárdulását. Harmadik űrszolgálata alatt összesen 16 napot, 21 órát és 48 percet (406 órát)töltött a világűrben. 11 000 000 kilométert (6 800 000 mérföldet) repült, 272 alkalommal kerülte meg a Földet.
- STS–101, a Atlantis űrrepülőgép 21. repülésének küldetésfelelőse. Harmadik alkalommal kötöttek ki a ISS fedélzetén. Több mint 3000 kilogramm berendezések és kellékeket szállítva. A legénység tagjai közül rajta kívül Uszacsov és Susan Helms később hosszú távú űrszolgálatot teljesített. Negyedik űrszolgálata alatt összesen 9 napot, 20 órát és 10 percet (236 óra) töltött a világűrben. Negyedik 6 órás űrséta alatt (kutatás, szerelés) különböző munkálatokat végeztek. 6 600 000 kilométert (4 100 000 mérföldet) repült, 155 alkalommal kerülte meg a Földet.
- STS–102, a Discovery űrrepülőgép 29. repülésének fedélzeti mérnöke. Személyzet csere és ellátmány (10 tonna hasznos terhet) szállítás a Leonardo Multi-Purpose Logistics Module (MPLM) segítségével a Nemzetközi Űrállomásra. Szolgálati ideje alatt az STS–100 és az STS–104 végzett küldetést az űrállomáson. Ötödik űrszolgálata alatt összesen 167 napot, 6 órát és 41 percet (4015 óra) töltött a világűrben. Kettő űrséta (kutatás, szerelés) alatt összesen 8 óra 56 perces tevékenykedett az űrben. Az STS–105 fedélzetén tért vissza kiinduló bázisára. 8 500 000 kilométert (5 300 000 mérföldet) repült, 201 alkalommal kerülte meg a Földet.